# عبد الكريم مستجاني
عبد الكريم مستجاني (11 يوليو 1911 - 13 يناير 2004) هو عالم وسياسي أفغاني، كان مستجاني وزير للدفاع الأفغاني من عام 1973 حتى 1977، وساعد محمد داود خان في انقلاب عام 1973 السلمي ضد النظام الملكي بقيادة محمد ظاهر شاه عندما كان خارج البلاد.